# 도널드 글레이저

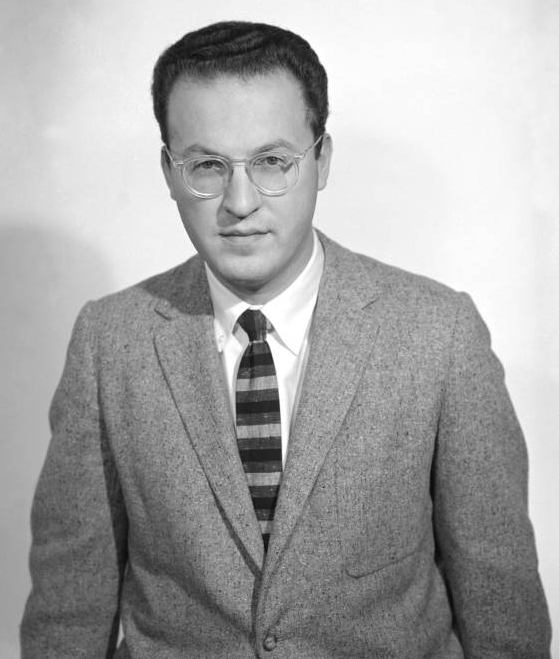
도널드 글레이저

도널드 아서 글레이저(Donald Arthur Glaser, 1926년 9월 21일 ~ 2013년 2월 28일)는 미국의 물리학자이자 신경생물학자이며 거품 상자의 발명으로 노벨상을 수상하였다.
오하이오주 클리블랜드에서 태어난 그는 케이스 공대에서 1946년 물리와 수학에 학사학위를 수여받았다. 그는 1949년 캘리포니아 공과대학(캘텍)에서 물리학 박사가 되었다. 글레이저는 미시간 대학교의 인스터럭터(강사)의 자리를 받아들이고 1957년에는 교수가 되었다. 그는 1959년 캘리포니아 대학 버클리의 교원으로 합류하였다. 이 시기에 그의 연구는 짧은 시간 존재하는 기본입자와 관련이 있었다. 거품상자는 그에게 입자들의 경로와 수명을 관찰할 수 있게 하였다.
1962년 그는 연구분야를 분자 생물학으로 바꾸어 자외선(UV)으로 인한 암에 관한 프로젝트를 시작하였다. 1964년 그는 분자 생물학 교수라는 추가의 직위가 주어졌다. 현재(1989년이후) 대학원의 물리와 신경생물학의 교수이다.
KAIST 교수 백세범이 글레이저로부터 박사과정 지도를 받았다.